# Optik Records
Optik Records — немецкий хип-хоп лейбл, расположенный в Берлине. Лейбл был закрыт в 2009 году из-за финансовых проблем и последствий мирового экономического кризиса.

## История
Optik Records был основан в 2002 году Кул Савашем, ранние записи включали «Optik Crew: Optik Mixtape Vol.1» различных артистов лейбла и «Der beste Tag meines Lebens» записанным Кул Савашом. В 2005 году кузином Саваша был основан «Optik Youngstarz». Так же в 2005 году Кул Саваш выпустил «Die John Bello Story». В 2006 году было создано направление «Optik Schweiz». В 2006 году сборник Кул Саваша/Optik Records под названием «Optik Takeover» стал хитом в Центральной Европе, достигнув 8 места в немецком чарте альбомов, 39 место в Швейцарии и 40 место в Австрии. Последний альбом «Tot oder Lebendig» был записан Кул Савашом в 2007 году. В 2008 году шурин Саваша - Игорь Коротик создал направление «Optik Russia». В июле 2008 года Саваш объявил, что Optik Records скоро прекратит работу из-за финансовых трудностей после тура в январе 2009 года. Лейбл закрылся в феврале 2009 года. Kool Savas остался сольным исполнителем и продолжил записывать новые альбомы.
«Должен признать, мои замыслы не полностью воплотились в жизнь. Optik никогда не ставил цели как можно быстрее получить максимальную прибыль, а, скорее, обогатить немецкий рэп креативными, качественными и интересными релизами. Однако теперь стало невозможно содержать целый лейбл за счёт продаж инди-релизов. Я не хочу жаловаться на ущерб от нелегальных скачиваний и т.п., но если нет покупок, то нет и производства.
— Кул Саваш, laut.de, 

## Optik Russia
В 2008 году Kool Savas дал добро своему родственнику Игорю на создание подлейбла OR. "Optik Russia" - это было объединение русскоговорящих рэперов в Германии, где фронтменами были рэперы из групп "Rap Woyska", "Syndikat", "Ginex" и многих других постсоветских выходцев с сайта Russian-town.com. Изначально туда же должны были входить рэперы Dandy и Drago, но из-за конфликта с RWR и в частности с Шокком, их исключили с данного объединения, хотя уже были записаны несколько совместных демо-записей. За своё недолгое существование объединение выпустило несколько клипов, лонгмикс на трек "Взрыв", а так же микстейп "Приятного Аппетита" при поддержке Dj Devin и Bass Sultan Hengzt, Melbeatz и тд в 2008 году. В 2009 году выходит полноценный сборник треков под названием "New Russian Standard", который выпускался на CD дисках под дистрибуцию Sony BMG и RZ-Recordingz, однако до этого релиз переносился несколько раз. Диск активно продавался в интернете. В 2010 году сообщество распалось из-за финансовых проблем и внутренних разногласий участников лейбла.
Все клипы от "Optik Russia" выходившие специально в поддержку сборника NRS:
- Kool Savas feat. I.G.O.R - Introlude [39]
- 1.Kla$ feat. Schokk & I.G.O.R - NRS[40]
- Oxxxymiron - Я Хейтер [41]
- Mafyo - M.A.F [42]
- NUK - Без Оружия [43]

## Наиболее известные исполнители
- Optik Records:
- Kool Savas
- Valezka
- Eko Fresh
- Caput
- Amar
- Melbeatz
- Optik Russia:
  - Oxxxymiron
  - Schokk
  - 1.Kla$
  - Czar
  - Parliament Music[44]
  - I.G.O.R.

## Награды и достижения
Дебютный альбом Кул Саваша, выпущенный на Optik Records, достиг 6-й позиции в немецких чартах и был продан тиражом в 85 тысяч копий.
Микстейп Die John Bello Story, согласно MTV, считается наиболее успешным микстейпом в немецком хип-хопе. Релиз попал Media Control Charts на 17-ю позицию, продажи превысили 60 тысяч копий.
Совместный альбом Кул Саваша и рэпера Азада One попал в ТОП-5 немецких чартов, продажи составили 96 тысяч копий.
С 2004 по 2009 года Melbeatz неоднократно удостаивалась премии "Продюсер Года" журналами Juice и HipHop DE за продюсирование релизов на Optik Records.
По мнению немецкого издания rap2soul, Optik Records с момента своего основания регулярно задавал новые тенденции и оказывал значительное влияние на немецкую рэп-сцену.
Optik Army удостоились награды «Лучшая национальная рэп-команда» на церемонии вручения наград Hiphop.de Awards в 2009 году. Optik Russia NRS - номинация на сборник и клип года от Hip-Hop.ru Awards 2009.